# Conceição da Barra
Conceição da Barra este un oraș în statul Espírito Santo (ES) din Brazilia.